# Gustav de Vries
Gustav de Vries (Ámsterdam, 22 de enero de 1866-Haarlem, 16 de diciembre de 1934) fue un matemático neerlandés. Se le recuerda por la formulación de la Ecuación de Korteweg–de Vries junto a su maestro Diederik Korteweg.

## Educación
Estudió en su Universidad con el célebre Johannes van der Waals y con Korteweg. Bajo la dirección de Korteweg completó su tesis doctoral: Bijdrage tot de kennis der lange golven, (Contribución al conocimiento de las grandes olas) Acad. proefschrift, Universiteit van Amsterdam, 1894, 95 pp, Loosjes, Haarlem. Al año siguiente, Korteweg y de Vries publicaron el artículo On the Change of Form of Long Waves advancing in a Rectangular Canal and on a New Type of Long Stationary Waves, Philosophical Magazine, 5th series, 39, 1895, pp. 422–443.